# Gary David Goldberg
Pour les articles homonymes, voir Goldberg.
Gary David Goldberg est un scénariste, producteur, réalisateur et acteur américain né le 25 juin 1944 à Brooklyn, New York (États-Unis) et mort le 23 juin 2013 à Montecito (Californie).

## Biographie
Il fonda également sa société de productions, appelée UBU Productions.

## Filmographie

### comme scénariste
- 1985 : Family Ties Vacation (TV)
- 1989 : Mon père (Dad)
- 1995 : Bye Bye Love
- 1999 : Sugar Hill (série télévisée)
- 2000 : Battery Park (série télévisée)
- 2005 : La Main au collier (Must Love Dogs)

### comme producteur
- 1976 : The Tony Randall Show (série télévisée)
- 1977 : Lou Grant (série télévisée)
- 1982 : Making the Grade (série télévisée)
- 1982 : Sacrée Famille (Family Ties) (série télévisée)
- 1988 : Shooter (en) (TV)
- 1989 : Mon père (Dad)
- 1990 : American Dreamer (série télévisée)
- 1991 : Brooklyn Bridge (série télévisée)
- 1995 : Bye Bye Love
- 1996 : Spin City (série télévisée)
- 1999 : Sugar Hill (série télévisée)
- 2000 : Battery Park (série télévisée)

### comme réalisateur
- 1982 : Making the Grade (série télévisée)
- 1989 : Mon père (Dad)
- 2005 : La Main au collier (Must Love Dogs)

### comme acteur
- 1972 : The Adventures of Scooterman (série télévisée) : Scooterman